# Cornil Cacheux
Pour les articles homonymes, voir Cacheux.
Cornil (ou Corneille) Cacheux, né à Cambrai le 6 janvier 1687 et mort à Arras le 11 juillet 1738, est un facteur d'orgue français.
Il est notamment le créateur des orgues de l'abbaye d'Anchin (construit en 1732, transféré en 1792 en la collégiale Saint-Pierre de Douai), de l'église Notre-Dame de Calais et de l'église Saint-Géry d'Arras (1722).
On lui doit aussi plusieurs orgues en Belgique : Machelen, Tielt, Waregem, La Poterie, église Sainte-Walburge de Bruges.